# Гь
Гь – dwuznak cyrylicy wykorzystywany w zapisie języka arczyńskiego. Oznacza dźwięk [h], czyli spółgłoskę szczelinową krtaniową bezdźwięczną.
Przykład użycia digrafu: гьа́йтгьуйтлит, co tłumaczy się jako wesoło, beztrosko, głośno.

## Kodowanie
| Forma     | Wygląd | Części składowe | Części składowe |
| --------- | ------ | --------------- | --------------- |
| majuskuła | Гь     | U+0413 Г        | U+044C ь        |
| minuskuła | гь     | U+0433 г        | U+044C ь        |